# Вовк ефіопський
Вовк ефіо́пський, або вовк етіо́пський (Canis simensis), — один з найрідкісніших видів родини псові (Canidae).

## Назви і систематика
Також відомий під назвами «Абісинський вовк», «Червоний шакал», «Ефіопська лисиця». Його численні назви є наслідком довготривалої невизначеності щодо походження і систематичного положення цієї тварини, але нині ефіопського вовка остаточно відокремлено від лисиць та шакалів та віднесено до роду Canis. Нещодавні молекулярно-генетичні дослідження довели, що ефіопський вовк походить від вовка звичайного. Таким чином, ефіопський вовк — єдиний представник вовків у Субсахарській Африці.

## Зовнішній вигляд
Ефіопський вовк — довгонога та довгоморда тварина, чий вигляд є більш-менш типовим для родини псових; забарвлення темно-руде, зі світлим (часто білим) горлом, грудьми та внутрішньою поверхнею кінцівок, а у деяких особин трапляються світлозабарвлені плями й на інших ділянках тіла; задня сторона вух і верх хвоста — чорні. Вага самців у середньому 16, а самиць — 13 кілограмів, зріст у плечах — близько 60 см.

## Розповсюдження та спосіб життя

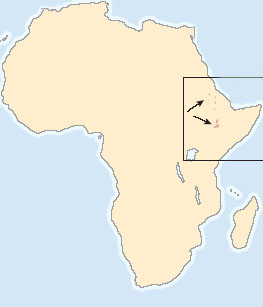
Ареал ефіопського вовка (загальна карта)

Ареал виду розірваний на сім окремих популяцій, п'ять на північ від Ефіопського Рифту, і дві найбільші — на південь (всі на території Ефіопії). Між вовками, що мешкають на різних сторонах долини Рифту, існує комплекс незначних, але сталих відмінностей, що доводять розділення ареалу на дві частини, що практично не контактують, протягом частини Плейстоцену.
Ефіопський вовк є вельми екологічно спеціалізованим видом, і мешкає на безлісих територіях на висоті 3000 метрів і вище, в зоні альпійських лук; нижче, в притаманному даному регіону Африки жаркому кліматі, ці звірі жити не можуть.
Цей вид є територіальним та моногамним. Молоді звірі звичайно лишаються в місцях свого народження, об'єднуючись у зграї з 2-8 тварин. Самки залишають територію, де народились, раніше за самців, і, таким чином, в зграях постійно спостерігається чисельна перевага самців над самками.
Близько 95 % раціону цих хижаків складають гризуни. Вони полюють на гігантського африканського сліпака, чия вага може складати 300—900 грамів, та інших представників родини Bathyergidae; а також на менших пацюків та різні види мишей. Зрідка ефіопські вовки ловлять зайців, дрібних антилоп, або дитинчат антилоп великих видів, таких як гірська ньяла (Tragelaphus buxtoni). Здобич вистежують на відкритій місцевості, при полюванні потаємно підкрадаються, аж доки не опиняються на відстані фінального кидка (5-20 метрів). Також можуть викопувати здобич із земляних нір, або зрідка підбирати падло. Випадки полювання на свійську худобу є надзвичайно рідкісними. Народ оромо на півдні Ефіопії називає цього звіра «кінським шакалом» з огляду на його звичку супроводжувати вагітних кобилиць і корів перед пологами, для того, щоб після пологів з'їсти викинуту плаценту.
Дослідники, які проводили спостереження за вовками помітили, що цей вид харчується також нектаром високогірних ефіопських квітів, і переносять пилок, що визначає їх як перших хижих крупних ссавців, які є запилювачами рослин.
Ефіопський вовк активний протягом світлої частини доби, тобто є денним хижаком, що досить нетипово для видів цього роду.

## Розмноження
Парування відбувається сезонно, в серпні-вересні, із народженням потомства через два місяці. У виводку нараховується від двох до шести цуценят, яких годують всі члени зграї. У зграї альфа-самці спаровуються в першу чергу з альфа-самкою (тобто вожак зі своєю самкою). Альфа-самець також може спарюватись із самками нижчого рівня. Цуценята від цього спарювання народжуються пізніше ніж в альфа-самок, як менші і слабкіші мають менше шансів на виживання, ніж цуценята вищих за рангом самок. Самки вигодовують молоком всіх цуценят у зграї, не поділяючи на «своїх» і «чужих», тому доросліші альфа-цуценята висмоктують молоко із всіх самок зграї першими, їх молодшим «братам та сестрам» залишається значно менше їжі, тому у перші місяці життя значна їх частина гине від недоїдання. Молоді починають пересуватись зі зграєю приблизно з шестимісячного віку, але повністю дорослими стають лише в два роки.

## Екологія та охорона
Зі всіх семи популяцій лише одна, у горах Бейл, налічує понад 100 голів; загальна ж чисельність виду становить приблизно 600 дорослих особин. Найпотужнішими факторами, що загрожують існуванню виду, є дуже вузький ареал (лише альпійські луки з прохолодним кліматом, площа яких скорочується внаслідок глобального потепління), зайняття придатних для полювання територій під сільське господарство, а також хвороби, що ними ефіопські вовки заражаються від свійських псів: так, у 1990 році епідемія сказу скоротила найбільшу популяцію (у національному парку «Гори Бейл») з 440 до менше ніж 160 особин менше ніж за тиждень.
Ефіопський вовк занесений до Червоного Списку МСОП як «вид, що перебуває під загрозою»; у неволі на 2003 рік жодної тварини не утримували.
Місцеві жителі з народу оромо, на території яких мешкає основна кількість ефіопських вовків, практично не виявляють до них негативного ставлення, усвідомлюючи, що ці тварини не становлять загрози для їхньої худоби. На територіях, де живуть інші народи, ефіопських вовків час від часу можуть вбивати, позаяк їхній печінці приписують лікувальні властивості.